# École éphésienne
L'école éphésienne est une école de pensée de la Grèce antique, incluant notamment Héraclite d'Éphèse.